# مايك أوبراين (سياسي)
مايك أوبراين (بالإنجليزية: Mike O'Brien)‏ هو سياسي أمريكي، ولد في 2 مارس 1968 في سياتل في الولايات المتحدة.